# 100 Mann und ein Mädchen
100 Mann und ein Mädchen (OT: One Hundred Men and a Girl) ist eine US-amerikanische Filmkomödie mit Deanna Durbin unter der Regie von Henry Koster aus dem Jahr 1937. Der Dirigent Leopold Stokowski spielt sich in dem Film selber. 

## Handlung
Der arbeitslose Posaunist John Caldwell versucht zum wiederholten Male im Orchester des Dirigenten Leopold Stokowski eine Anstellung zu bekommen. Bislang konnte er vor seiner Tochter Patsy seine Arbeitslosigkeit verbergen, doch dann findet das patente Mädchen die traurige Wahrheit heraus. Sie beschließt, die Dinge in die eigenen Hände zu nehmen, und plant, unverdrossen durch manche Rückschläge, ein Konzert mit ihrem Vater, 99 weiteren stellungslosen Musikerkollegen und mit Stokowski als Dirigenten.
Mit Witz, einigen Notlügen und etwas Glück manövriert sie ihr Orchester in den Hausflur des Konzerthauses, wo Leopold Stokowski am Ende jeden Widerstand aufgibt und die Musiker spontan dirigiert. Am Ende steht Patsy vor einem begeisterten Publikum und singt zu den Klängen des von ihr zusammengestellten Orchesters und unter Leitung des legendären Leopold Stokowski.

## Hintergrund
Deanna Durbin war Mitte 1936 trotz ihrer erst 14 Jahre bereits bekannt für ihr erstaunliches Gesangstalent, als Universal Studios sie unter Vertrag nahm. Ihr erster Film Drei süße Mädels wurde für 326.000 US-Dollar produziert und spielte gut 1.635.000 US-Dollar ein. Durbin war damit praktisch über Nacht zum größten – und lange Zeit einzigen – Star des Studios aufgestiegen. Gemeinsam mit dem Regisseur Henry Koster und dem Produzenten Joe Pasternak kamen alle drei im Folgejahr wieder zusammen, um das Folgeprojekt 100 Mann und ein Mädchen zu drehen. Das Studio investierte jetzt gut doppelt so viel und realisierte am Ende ein Gesamteinspielergebnis von fast 2,3 Millionen US-Dollar. Als besonderer Coup wurde die Verpflichtung von Leopold Stokowski, der für seinen Auftritt die gewaltige Gage von 80.000 US-Dollar erhielt, gehandelt, dem damals bekanntesten Dirigenten überhaupt. Stokowski, seit 1912 Chefdirigent des Philadelphia Orchestra, war ein erklärter Liebling der Medien, zum einen aufgrund seines ehrfurchtgebietenden Äußeren inklusive einer imponierenden Frisur als auch wegen seiner Liaison mit Greta Garbo. Garbo, die ansonsten sehr zurückgezogen lebte und Auftritte in der Öffentlichkeit mied, besuchte während der Dreharbeiten das Set, um Stokowski zu treffen. Die Presse weidete das Ereignis breit aus und berichtete im Detail über die wenigen Worte, die der schwedische Star bei der Gelegenheit auch an Deanna Durbin richtete.
Der Status von Deanna Durbin als Star zeigte sich darin, dass ihr Name allein über dem Titel und in gleich großen Buchstaben angekündigt wurde. Der Rang von Stokowski manifestierte sich in der Nennung als Letzter im Credit und mit dem Zusatz with. So wurde seine Sonderstellung besonders hervorgehoben. Im Anschluss an den Erfolg des Films erhielt Deanna Durbin einen neuen Vertrag, der ihr eine Wochengage von 3.000 US-Dollar und pro Film eine Sonderprämie von 10.000 US-Dollar garantierten.
In Österreich kam der Film unter dem Titel 100 Männer um ein Mädel 1937 in den Verleih. In Deutschland erlebte er seine Uraufführung 1946. Ein deutsches Remake wurde 1960 gedreht.

### Synchronisation
Die deutsche Synchronfassung entstand bei der Selenophon, Wien. Bernhard Kulisz schrieb vermutlich das Dialogbuch und führte Regie. Die Synchronisierung kam ab November 1937 zum Einsatz, einen Monat nach der österreichischen Erstaufführung. Vilma Kürer sprach Deanna Durbin bereits in Drei süße Mädels.
| Rolle             | Darsteller        | Synchronsprecher |
| ----------------- | ----------------- | ---------------- |
| Patricia Caldwell | Deanna Durbin     | Vilma Kürer      |
| John Caldwell     | Adolphe Menjou    | Fritz Gamberti   |
| als er selbst     | Leopold Stokowski | Herbert Brunar   |
| Taxifahrer        | Frank Jenks       | Ludwig Donath    |

## Musik
Wie bereits in Drei süße Mädels zeichnet sich die verwendete Filmmusik durch eine Mischung aus klassischen Stücken und bekannten Volksweisen aus. Deanna Durbin hatte mit It’s Raining Sunbeams einen der größten Solo-Hits ihrer Karriere.
- 4. Satz der 5. Sinfonie e-moll von Pjotr Iljitsch Tschaikowski
- It’s Raining Sunbeams von Friedrich Hollaender und Sam Coslow
- Rákóczi-Marsch aus La damnation de Faust von Hector Berlioz
- A Heart That’s Free von Alfred G. Robyn und Thomas Railey
- Ouvertüre zur Oper Zampa ou La Fiancée de marbre von Ferdinand Hérold
- For He’s a Jolly Good Fellow
- Präludium zu Akt 3 der Oper Lohengrin von Richard Wagner
- 4. Satz (Alleluja) aus der Motette Exsultate, jubilate von Wolfgang Amadeus Mozart
- Lento a capriccio aus der Ungarische Rhapsodie Nr. 2 von Franz Liszt
- Arie Libiamo ne’ lieti calici aus der Oper La traviata von Giuseppe Verdi

## Kritiken
„Charmant-beschwingte Musical-Komödie.“

## Auszeichnungen
Bei der Oscarverleihung 1938 erhielt der Film einen Oscar in der Kategorie:
- Beste Filmmusik - Charles Previn

Darüber hinaus erhielt er Nominierungen in den nachstehenden Kategorien:
- Bester Film
- Beste Originalgeschichte - Hanns Kräly
- Bester Schnitt - Bernard W. Burton
- Bester Ton -  Homer G. Tasker